# Wilesco
Wilesco je največja znamka modelov parnih strojev na svetu. Polno ime znamke je Wilhelm Schröder GmbH & Co. KG. Znamka je začela s tovarno kovinskih priponočkov in igrač. Leta 1950 so predstavili prvi model stacionarnega parnega stroja, leta 1966 pa so predstavili prvi mobilni model: parni traktor Old smoky, ki je požel zelo veliko zanimanja in navdušenja. Danes je Wilesco največja znamka modelov parnih strojev na svetu. Svoje parne strojčke dostavljejo povsod po svetu. Pri Wilescu še vedno ročno delajo parne strojčke, in jih preverjajo pod najstrožjimi standardi. Med drugim ustrezajo tudi standardu TÜV nord. Spletna stran Wilesca je www.wilesco.de. 
Večina Wilesco parnih strojčkov se kuri na suho gorivo; to je bil včasih Esbit, sedaj pa ga je zamenjal Witabs, ki gori dosti mičneje in počasneje, ter se posledično uporablja v manjših količinah. 
Wilesco ima tudi več konkurenc, a le ena je res velika: angleški Mamod. Mamod ravno tako dela modele parnih strojev, ki pa so nekoliko dražji. A glavna razlika med proizvajalcema je, da Mamod proizvaja izključno oscilantne parne strojčke, medtem ko Wilesco proizvede večino parnih strojev s klasičnim cilindrom, pri katerem gre para najprej skozi ekscentrični cilinder.

## Galerija
- D3 Parni stroj
- D161 Stacionarni parni stroj
- Vlečni motor